# 랑주뱅 동역학
물리학에서 랑주뱅 동역학은 분자 시스템의 움직임의 수학적 모델링이다. 프랑스의 물리학자 폴 랑주뱅의  이름을 땄으며, 확률적 미분 방정식을 사용해 자유도를 생략하면서 단순화된 모델을 사용하는 것이 특징이다. 

## 개요
실제 세계의 분자 시스템은 진공 상태에 있을 가능성이 낮다. 용매나 공기 분자와의 충돌은 마찰을 유발하고, 종종 발생하는 높은 속도 하에서의 충돌은 시스템을 요동치게 만든다. 랑주뱅 동역학은 분자 역학을 확장해 이러한 효과까지 모델링한다. 또한 랑주뱅 동역학은 온도를 제어할 수 있으므로 표준 앙상블에 가깝다. 
랑주뱅 동역학은 용매의 점성을 모델링하지만 암시적 용매를 완전히 모델링하지는 않는다. 특히, 정전기 스크리닝과 소수성 효과를 고려하지 않는다. 밀도가 높은 용매의 경우 유체 역학적 상호작용은 랑주뱅 동역학에 의해 설명되지 않는다. 
{\displaystyle M}의 질량을 가진 {\displaystyle N}개의 입자로 이루어진 시스템의 위치를 {\displaystyle X=X(t)}와 같이 시간에 따른 랜덤 변수로 모델링하면 Langevin 방정식은 다음과 같이 주어진다. 
{\displaystyle M{\ddot {X}}=-\nabla U(X)-\gamma {\dot {X}}+{\sqrt {2\gamma k_{B}T}}R(t)\,,}

## 같이 보기
- 해밀턴 역학
- 통계역학

1. ↑  Schlick, Tamar (2002). 《Molecular Modeling and Simulation》. Springer. 480쪽. ISBN 0-387-95404-X.